# Guizhou JL-9
El Guizhou JL-9, también conocido como FTC-2000 Mountain Eagle (Shanying), es un entrenador de combate biplaza de fabricación China, desarrollado por Guizhou Aircraft Industry Corporation para la Fuerza Aérea del Ejército Popular de Liberación chino.

## Desarrollo
La Guizhou Aircraft Industry Corporation reveló en el año 2001 durante la China International Aviation & Aerospace Exhibition su intención de construir una aeronave para que cumpliera funciones tanto de caza como de entrenador,  siendo este el reemplazando de los JJ-7 (versión de entrenamiento del Chengdu J-7), y satisfaciendo así los nuevos requerimientos de la Fuerza Aérea del Ejército Popular de Liberación, para la preparación de la nueva generación de pilotos de combate en el manejo de aeronaves como el Chengdu J-10, Sukhoi Su-27, Sukhoi Su-30 y el Shenyang J-11(versión china del Su-27).
La designación FTC-2000 demuestra el interés por parte de China de querer exportar el JL-9, probablemente a países que ya operan los Guizhou FT-7 (nombre de exportación del JJ-7).
Como medida de reducción de costos y tiempo de desarrollo, el JL-9 basa su diseño en el JJ-7 (Que a su vez lo hace del MiG-21 soviético). El JL-9 realizó su primer vuelo el 13 de diciembre de 2003, solo dos años después de ser iniciado el proyecto, lo que representa el tiempo más corto en desarrollo de una aeronave en la historia de la aviación china, además de mantener exitosamente bajos costos. En junio del 2005, la presa china informó que el JL-9 podría ser parte del 11° plan de adquisiciones de cinco años del Ejército Popular de Liberación. En 2006 la Guizhou informó que cinco JL-9 de su producción han entrado en servicio con la Fuerza Aérea del Ejército Popular de Liberación.
Los ensayos en el JL-9 continuaron y en 2006 fue probado un JL-9 mejorado que incorpora un sistema de aumento de control de estabilidad además de un sistema de aterrizaje por microondas. En septiembre de 2009 elJL-9 paso todas las pruebas de certificación, dando así vía libre a su incorporación en la Fuerza Aérea del Ejército Popular de Liberación y la Armada del Ejército Popular de Liberación.

## Diseño
Las mejoras clave del JL-9 frente al JJ-7 es el rediseño del fuselaje delantero, especialmente el reemplazo del cono de entrada (heredado del MiG-21) por una sólida nariz con dos tomas laterales para alimentar el motor. El diseño biplaza ubica al piloto y el instructor en tándem, de manera que el asiento trasero está en una posición más alta que la del asiento delantero, esto para permitir una mejor visión durante despegues y aterrizajes. La cabina está equipada con tres pantallas multifunción a color XPS-2, y una cuarta que está asignada al manejo del sistema de alerta de radar, contramedidas electrónicas, 1553b data bus, sistemas de navegación, GPS y ADC (Air Data Computer). El JL-9 podría estar equipado con una sonda de reabastecimiento de combustible en el aire en la parte derecha del fuselaje.
El JL-9 mantiene el mismo diseño de delta doble sin borde de ataque del caza J-7E, esta permite una mayor capacidad de carga de combustible y un mejor ángulo de ataque respecto a las deltas convencionales. El JL-9 está construido con las tecnologías más avanzadas como corte por chorro de agua, materiales compuestos, pruebas electromagnéticas, etc.
Con el fin de reducir costos, es utilizado el turborreactor Liming WP-13F con posquemador también utilizado en el J-7E, esto representa una gran mejora respecto WP-7B utilizado en los JJ-7; Jane’s Defence Weekly informa que los más modernos y potentes Liming WP-14C Kunlun-3b serán utilizados en versiones posteriores del JL-9. Como otra medida de ahorro, los sistemas de control de vuelo del JJ-7 también son conservados.
Con la inclusión de una nariz en su frente, el JL-9 tiene la capacidad de albergar una gran variedad de radares de combate, ejemplo de ello es que la versión de exportación FTC-2000 se ofrece en la actualidad con un radar doppler de ataque FIAR Grifo S7 de fabricación italiana.
El JL-9 posee un cañón Tipo 23-1 de 23 mm además cinco puntos de sujeción (Cuatro bajo las alas y uno bajo el fuselaje), que le dan la capacidad de llevar 2.000 kg, tales como misiles aire-aire de corto y mediano alcance, misiles aire-superficie, bombas y cohetes, además de tres tanques auxiliares de combustible.
A diferencia de otros contemporáneos, JL-9 es del tamaño de un avión caza, esto puede llevar al desarrollo de variante como avión ligero de ataque o de guerra electrónica en el futuro; en general el JL-9 representa una mejora moderada de rendimiento frente al JJ-7, especialmente a baja altitude.

## Especificaciones
Referencia datos: Datos de Military-Today.

### Características generales
- Tripulación: 2
- Longitud: 14,5 m (47,6 ft)
- Envergadura: 8,3 m (27,3 ft)
- Altura: 4,1 m (13,5 ft)
- Peso vacío: 4960 kg (10 931,8 lb)
- Peso cargado: 7800 kg (17 191,2 lb)
- Peso máximo al despegue: 9800 kg (21 599,2 lb)
- Planta motriz: 1× Turborreactor Guizhou Liming WP-13 Fx1.
  - Empuje normal: 44,1 kN (4497 kgf; 9914 lbf) de empuje.
  - Empuje con postquemador: 66,7 kN (6801 kgf; 14 995 lbf) de empuje.

### Rendimiento
- Velocidad máxima operativa (Vno): 1100 km/h (684 MPH; 594 kt) Mach 1.05
- Alcance: 2500 km (1350 nmi; 1553 mi)
- Techo de vuelo: 16 000 m (52 493 ft)

### Armamento
- Cañones: 1× cañón Tipo 23-1 de 23 mm
- Puntos de anclaje: 5 con una capacidad de 2000 kg, para cargar una combinación de:    
  - Misiles: 

    - 2 x PL-5
    - 2 x PL-7
    - 2 x PL-9

### Aviónica
- Radar de impulsos Doppler FIAR Grifo S7

### Desarrollos relacionados
- MiG-21
- Chengdu J-7

### Aeronaves similares
- Hongdu L-15
- KAI T-50 Golden Eagle
- Northrop T-38 Talon
- EADS Mako